# The Sundays
The Sundays foi uma banda britânica de dream pop formada em 1987, em Londres, Inglaterra, pela vocalista e compositora Harriet Wheeler (n. 26 de junho de 1966) e pelo guitarrista e compositor David Gavurin (n. 4 de abril de 1966).
Wheeler e Gavurin se encontraram quando ainda estavam na faculdade, período em que começaram a compor juntos. Em agosto de 1988, sob o nome The Sundays, o casal fez sua primeira apresentação no Vertigo Club, em Camden, Londres. Os comentários boca-a-boca dessa apresentação foram excelentes e, em pouco tempo, eles já eram saudados como o próximo grande sucesso no cenário musical. Foi então que Paul Brindley (n. 6 de novembro de 1966) e Patrick Hannan (n. 4 de março de 1969) entraram para a banda como instrumentistas.
Em seguida, The Sundays assinou um contrato com a Rough Trade Records, do Reino Unido. De 1987 a 1997, o grupo lançou três álbuns muito bem recebidos pela crítica e pelo público.
Depois do lançamento de “Static & Silence”, Harriet Wheeler e David Gavurin se casaram. Eles têm um casal de filhos.
The Sundays planeja descansar durante alguns anos. Ao que parece, a banda não aparecerá com material novo num futuro tão próximo…
Uma de suas músicas, "Wild Horses" (Rolling Stones), foi usada como tema das personagens Buffy e Angel na série Buffy a Caça Vampiros no Episódio "O Baile de Formatura" (The Prom) 20° da 3° Temporada.

## Discografia

### Álbuns de estúdio
| 1990                                                | Reading, Writing and Arithmetic - Lançamento: 15 de janeiro de 1990 - Gravadora: Rough Trade | 4  | 40 | 56 | 37 | 39  | - BPI: prata - RIAA: ouro |
| 1992                                                | Blind - Lançamento: 19 de outubro de 1992 - Gravadora: Parlophone/Geffen                     | 15 | 78 | —  | —  | 103 | - RIAA: ouro              |
| 1997                                                | Static & Silence - Lançamento: 22 de setembro de 1997 - Gravadora: Parlophone/Geffen         | 10 | 45 | —  | 33 | 33  | - BPI: prata              |
| "—" indica lançamentos que não chegaram às paradas. |                                                                                              |    |    |    |    |     |                           |

### Singles
| 1989                                                | "Can't Be Sure"               | 45 | 74  | —  | —  | —  | Reading, Writing and Arithmetic |
| 1990                                                | "Here's Where the Story Ends" | —  | 123 | —  | —  | 1  | Reading, Writing and Arithmetic |
| 1992                                                | "Love"                        | —  | —   | —  | —  | 2  | Blind                           |
| 1992                                                | "Goodbye"                     | 27 | —   | —  | —  | 11 | Blind                           |
| 1997                                                | "Summertime"                  | 15 | 41  | 48 | 50 | 10 | Static & Silence                |
| 1997                                                | "Cry"                         | 43 | —   | —  | —  | —  | Static & Silence                |
| "—" indica lançamentos que não chegaram às paradas. |                               |    |     |    |    |    |                                 |